# Rhamnus mucronata
Rhamnus mucronata är en brakvedsväxtart som beskrevs av Diederich Franz Leonhard von Schlechtendal. Rhamnus mucronata ingår i släktet getaplar, och familjen brakvedsväxter. Inga underarter finns listade i Catalogue of Life.